# Australaena
Australaena es un género de arañas araneomorfas de la familia Anyphaenidae. Se encuentra en la Polinesia Francesa.

## Especies
Según The World Spider Catalog 12.0:
- Australaena hystricina Berland, 1942
- Australaena zimmermani Berland, 1942